# Soundtrack
Der Begriff Soundtrack (englisch) bezeichnet wörtlich die Tonspur eines Films, Dramas, Computerspiels oder einer Fernseh- bzw. Hörfunksendung. Heute wird darunter meist nur die einem konkreten Film oder Computerspiel unterlegte Musik verstanden (vgl. Filmmusik). Der Soundtrack eines Films oder Spiels kann neu komponierte Musik oder bereits existierende Werke umfassen (sog. „präexistente Musik“.).
Soundtracks werden oft losgelöst von ihren jeweiligen Werken veröffentlicht (z. B. als Schallplatte, Audio-CD oder Audiodatei).
Die Abkürzung OST oder O.S.T. (Original Soundtrack) bezeichnet die Musik von der originalen Tonspur im Unterschied zu einer Neueinspielung.
Auch Musik zu multimedialen Ausstellungen kann als Soundtrack bezeichnet werden.